# Канаљија (Сасари)
Канаљија је насеље у Италији у округу Сасари, региону Сардинија.
Према процени из 2011. у насељу је живело 14 становника. Насеље се налази на надморској висини од 117 м.